# Eric Hosking
Eric John Hosking (Chelsea, 2 de octubre de 1909 - 22 de febrero de 1991) fue un fotógrafo inglés especializado en fotografía de aves.

## Vida y carrera
Eric Hosking fue un fotógrafo de vida silvestre, precedido en Gran Bretaña por Richard y Cherry Kearton. Su familia se mudó a Crouch End, al norte de Londres, durante la Primera Guerra Mundial. Nunca se mudó de su hogar en el norte de Londres, donde desarrolló su negocio de fotografía de naturaleza. Murió a los 81 años, poco después de regresar de un safari en Kenia
Iniciar una carrera profesional en la fotografía de vida silvestre en 1929 fue una decisión audaz. La fotografía de aves era entonces solamente una afición en clubes como el Club de Fotografía Zoológica, fundado en 1899.
Sin otro respaldo financiero que el de sus padres, comenzó a desarrollar un mercado para sus fotografías de vida salvaje. Fotografiaba durante la primavera y el verano, donde las aves eran fotografiadas principalmente en el nido. En otoño e invierno escribía artículos para revistas como Picture Post y Country Life. Desarrollaba ideas para libros ilustrados con un gran número de imágenes de buena calidad, algunas tomadas con la película de color Kodachrome. Algunos libros como Birds of the Day, publicado por Collins en 1944, vendieron más de 50.000 ejemplares.
En 1937, al regresar a un escondite fotográfico de búhos leonados a altas horas de la noche, un búho lo golpeó en la cara y su garra le penetró en el ojo izquierdo. La infección resultante le hizo perder un ojo y la noticia apareció en todos los periódicos nacionales, donde sus fotografías ya tenían gran demanda. Tan pronto como estuvo en condiciones, continuó tomando fotografías.
No era inusual que Hosking diera 100 o más conferencias en un año, a audiencias que iban desde tres a 3.000 personas.  Los comentarios de personas de la generación de Hosking sugieren que esta forma de educación tuvo un profundo efecto en el establecimiento de la conservación de la naturaleza moderna.
Para apreciar plenamente las fotografías de aves en blanco y negro de Hosking tomadas durante las décadas de 1930 y 1940, es útil entender lo difícil que fue tomarlas. Cada paso del proceso era totalmente manual y el éxito dependía de la experiencia y el cálculo. Sin la visión directa a través de la lente (que vino más tarde con las cámaras réflex), la cámara estaba preenfocada hacia donde se esperaba que estuviera el pájaro. La exposición se calculó manualmente, buscando la mejor combinación de apertura y velocidad de obturación, esperando que la intensidad de la luz no cambiara. La sensibilidad a la luz de la película era muy baja, aproximadamente ISO 10). La emulsión se encontraba a menudo sobre una base de vidrio frágil. Sólo se podía tomar una fotografía antes de volver a cargarla con una placa nueva. Los portapelículas solo se podían cargar en completa oscuridad, por lo que era necesario contar con una bolsa a prueba de luz. Era bastante común tener sólo 12 exposiciones para la fotografía de un día.
A lo largo de sus 60 años de carrera, siempre estuvo dispuesto a adoptar nuevas tecnologías. Junto con Cyril Newberry, fue el primero en ver el potencial de los flashes para fotografiar aves nocturnas, cuando estuvieron disponibles a mediados de la década de 1930. A finales de la década de 1940, siempre junto a Newberry, fue la primera persona en utilizar un flash electrónico para grabar pájaros en vuelo, imágenes nunca antes vistas.
 

Es posible observar el crecimiento de organizaciones como la RSPB y el interés en la conservación en general con la creciente disponibilidad de libros y revistas ilustrados. La mayor parte de este crecimiento tuvo lugar durante la vida de Hosking. En su prólogo a Classic Birds, un homenaje pictórico a la obra de Hosking, Miriam Rothschild escribió:
Eric Hosking trajo pájaros a nuestras vidas. [...] Probablemente logró más por la conservación de las aves que cualquier otro naturalista de nuestra época.

## Filantropía
En 1993 se creó el Eric Hosking Trust para conmemorar la vida y la obra de Hosking. Sus objetivos son patrocinar la investigación ornitológica y otros proyectos de historia natural a través de la fotografía, el arte y la escritura. La Fundación ha financiado proyectos que van desde el desarrollo de un criterio de envejecimiento fiable para los paíños británicos hasta la producción de una animación corta sobre el andarríos cuchareta . Este último fue dibujado por niños en países a lo largo de la ruta migratoria de esta especie en peligro crítico de extinción.

## Fotógrafo de vida salvaje del año
Fue jurado de los premios Fotógrafo de Vida Silvestre del Año. En su autobiografía, An Eye for a Bird, escribió sobre su fuerte objeción a los "métodos sin escrúpulos", la "fotografía deshonesta" y la práctica de hacer pasar como "salvaje y libre" a un animal que no lo era. Durante muchos años, una categoría del concurso llevó su nombre.

## Vida personal
Hosking se casó con Dorothy Sleigh en 1939 en la Iglesia Bautista Ferme Park. La pareja crio a tres hijos, Margaret, Robin y David, en la casa familiar en Crouch Hall Road. Antes de su muerte en noviembre de 2005, Dorothy se había mudado al pueblo de Debenham, en Suffolk, para estar cerca de su hijo menor, David, quien continúa la tradición familiar de la fotografía de vida silvestre. Geoffrey Hosking es sobrino de Eric.
Hosking fue presidente de la Nature Photographic Society, vicepresidente de la British Ornithologists' Union, de la Royal Society for the Protection of Birds (RSPB), de la British Naturalists' Association y miembro honorario de la Royal Photographic Society. Fue galardonado con la Medalla de Oro de la RSPB en 1974 y recibió un OBE en 1977 por su trabajo fotográfícoa y en conservación.